# Stachys ocymastrum
Stachys ocymastrum é uma espécie de planta com flor pertencente à família Lamiaceae. 
A autoridade científica da espécie é (L.) Briq., tendo sido publicada em Die Natürlichen pflanzenfamilien Nachträge 1 1897.

## Portugal
Trata-se de uma espécie presente no território português, nomeadamente em Portugal Continental e no Arquipélago da Madeira.
Em termos de naturalidade é nativa das duas regiões atrás indicadas.

## Protecção
Não se encontra protegida por legislação portuguesa ou da Comunidade Europeia.